# 후안 데 베르무데스
후안 데 베르무데스(Juan de Bermúdez, 1450년 경 출생, 1520년 경 사망)는 16세기 스페인의 항해사로, 섬나라인 버뮤다의 이름이 그의 이름을 따서 명명되었다.

## 초기 생애
후안 베르무데스는 카스티야 연합왕국 우엘바도의 팔로스데라프론테라에서 태어났다.

## 항해
1503년, 배 '라 가르차'를 타고 히스파니올라섬으로 보급 항해를 갔다가 스페인으로 돌아오던 중, 그는 버뮤다를 발견했다 (역사적으로 여러 저자들에 의해 1511년 그의 지도에 라 베르무다 (Peter Martyr d'Anghiera), 1610년 런던에서 출판된 A DISCOVERY OF THE BARMVDAS, OTHERWISE called the Ile of DIVELS에서 바르무다스 또는 베르무다스 (Sylvester Jordain), 1690년 런던에서 출판된 The Treasury of Drugs Unlock'd에서 베르무도스 (John Jacob Berlu), 1611년 윌리엄 셰익스피어의 희곡 템페스트에서 가상의 섬 이름으로 차용한 베르무데스 (William Shakespeare), 1720년 그의 아틀라스 이스토릭(Atlas Historique) 판에서 베르무데스 (Henry Chatelain), 1764년 파리의 벨린(Bellin) 지도 및 여러 다른 작가들에 의해 버뮤드(Bermudes)로 표기되었다). 이 섬은 나중에 그의 이름을 따서 명명되었다. 피터 마르티르 당기에라가 1511년에 출판한 《레가티오 바빌로니카》에는 대서양 섬들 중 "라 버뮤다"가 포함되어 있다. 1515년에 그는 버뮤다로 돌아와, 나중에 그곳에 좌초될 불운한 선원들을 위해 수십 마리의 돼지와 암퇘지를 내려놓았다.
베르무데스는 1495년부터 1519년까지 신세계로 11번의 공식 항해를 했다.